# CS-131
De CS-131 (Carretera Secundaria 131) is een secundaire weg in Andorra. De weg verbindt Sant Julià de Lòria via Aixirivall met de CS-130 richting La Rabassa en is ongeveer dertien kilometer lang.